# 日比松三郎
日比 松三郎（ひび まつさぶろう、1886年 - 1947年）は、画家。滋賀県出身。
1906年に渡米し、ワシントン州シアトルに移住し、1919年にサンフランシスコに移り、カリフォルニア美術専門学校で学びながら、指導もした。日米新聞で政治漫画を描いた。カリフォルニア日系人画家協会の画家・日比久子は妻。
1921年、エスト・ソサエティ（東西芸術協会）創立で、小圃千浦と共に加わり、1922年にサンフランシスコ美術館の展覧会に出品。第二次世界大戦中、日系人収容所のタンフォラン・トパズ収容所で過ごす。トバズ収容所内で、小圃千浦と共にトバズ美術学校を設立し、指導にあたる。終戦の1945年、ニューヨークに移り住むが、1947年に死去。
トバズ美術学校の教え子の中には、墨絵画家の山本紅浦がいる。2008年1月、松三郎が2代目校長を務めたトバズ美術学校の作品が、大阪府寝屋川市立市民ギャラリーで日本初展示された。

## 関連図書
- アメリカに生きた日系人画家たち 希望と苦悩の半世紀1896-1945（1995年、日本テレビ放送網）